# Microtropis micrantha
Microtropis micrantha är en benvedsväxtart som först beskrevs av Bunzo Hayata, och fick sitt nu gällande namn av Gen'ichi Koidzumi. Microtropis micrantha ingår i släktet Microtropis och familjen Celastraceae. Inga underarter finns listade.